# Нікітчук Павло Олексійович
Павло Олексійович Нікітчук (17 червня 1995, Здолбунів — 26 лютого 2022, Васильков)  — солдат Збройних сил України.

## Обставини загибелі
Згідно з повідомленням міського голови м. Здолбунова Владислава Сухляка, військовослужбовець загинув в боях поблизу м. Василькова на Київщині.

## Нагороди
- орден «За мужність» III ступеня (2022, посмертно) — за особисту мужність і самовіддані дії, виявлені у захисті державного суверенітету та територіальної цілісності України, вірність військовій присязі.